# Кирил Йорданов (историк)
Проф.д.и.н. Кирил Йорданов е български историк, специалист по антична история и тракология, един от първите съоснователи на Института по тракология при БАН (днес Център по тракология „Проф.Александър Фол“ към Института по балканистика при БАН), негов научен секретар в периода 1985 – 1992 и дългогодишен негов директор от 1992 до 2010 г.

## Биография
През 1971 г. завършва Философско-историческия факултет на Софийския университет със специализация антична история. Става докторант на проф. Христо Данов в същия факултет. В този период неговите интереси са насочени основно към историята на гетите и през 1975 г. защитава дисертация на тема „История на гетските племена през VІ–ІІІ в. пр. Хр.“. На следната година постъпва на работа в Института по тракология и от тогава до пенсионирането му работи неизменно там.
Друга сфера на интереса му са така наречените трако-скитски земи. В своете изследвания по въпроса той разглежда трако – скитските отношения и района на Добруджа в древността, като доказва наличието на контактна зона между тях, видна от техното взаимно влияние. През 1986 г. става доцент към Института по тракология. През 1998 г. става доктор на науките с труда си озаглавен „Политически отношения между Македония и тракийските държави (359 – 281 пр. Хр.)“, в който разглежда развитието на държавите на одрисите, гетите и трибалите. През 2001 г. става и професор.
В периода 1985 – 1992 научен секретар на Института по тракология, а в периода от 1992 до 2010 г. и негов директор. Член е на Общото събрание на БАН. Участва в редакционните колегии на периодичнте издания Thracia; Studia Thracica; Seminarium Thracicum; Thracia Antiqua; Древни автори: приложение към източниците за Тракия и траките и др. Редовен участник в експедициите на Института по тракология, известни с проектните заглавия „ Странджа – Сакар“ и „Гетика“.
Успоредно с изследователската си работа проф. Йорданов е преподавал в СУ „Св.Климент Охридски“, Нов български университет, „Великотърновския университет „Св. Кирил и Методий“, Славянския университет и НГДЕК „Св. Кирил Философ“.
Проф. Кирил Йорданов умира на 29 юни 2019 г. в гр. София, на 72 г.

### Членство в научни институции
Членува в български и международни научни организации: Международния съвет по индоевропейски и траколожки изследания, член на Специализирания научен съвет по стара и средновековна обща история, археология и етнография към ВАК при Министерски съвет на Р България, на историческата комисия при ВАК и е председател на Научния съвет към института по тракология.